# Конганур
Конгану́р (рос. Конганур, марій. Коҥганур) — присілок у складі Куженерського району Марій Ел, Росія. Входить до складу Тум'юмучаського сільського поселення.

## Населення
Населення — 144 особи (2010; 181 у 2002).
Національний склад (станом на 2002 рік):
- марі — 94 %